# 蓮井幹生
蓮井 幹生（はすい みきお、1955年 - ）は東京都出身の写真家。

## 経歴
- 1955年 - 東京都に生まれる。
- 明治学院高等学校卒業、明治学院大学社会学部社会学科を3年で中途退学。アートディレクター守谷猛に師事してデザインを学ぶ。
- 1978年 - 日本デザインセンター入社。約3年間の勤務の後、スタジオ・マッセルを経て、広告全般のアートディレクション及びレコードジャケットなどのグラフィックデザイナーとして活動。
- 1984年 - 写真家に転向すべく独学にて写真を学ぶ。
- 1988年 - 初めての個展を開催し、写真家としてのキャリアをスタートする。新潮社の雑誌「03」をはじめカルチャー系のマガジンワークスで主に著名人のポートレイトを撮影。
- 1990年頃から広告写真家として様々なジャンルの広告作品に参加。
- 1998年 - 写真事務所スナッピンブッダを設立主宰。
- 2000年 - ユニクロのキャンペーンで初めてコマーシャルフィルムを撮影。その後 CFカメラマンおよび演出家としても活動を開始。
- 2004年 - ネスカフェエクセラ「夏の香り」にてACC特別賞ベスト撮影賞受賞。ADC、ACC、TCCなど参加作品に受賞歴多数。
- 2009年 - 「Peace Land」、2010年「詠む写真」がフランス国立図書館にコレクションされる。また自身の経験を活かした暗室ワークショップや講義、子供を対象とした写真ワークショップにも力を入れている。

## 主な活動歴
- 1988.03 - 個展「僕の好きな風景たち」 ピンポイントギャラリー （東京）
- 1989.08 - 個展「赤の他人」 スタジオエビスフォトギャラリー（東京）
- 1990.01 - 企画展「第2回PARCO期待される若手写真家20人展」入選 パルコギャラリー（東京、名古屋、大阪）
- 1990.10　個展「PANORAMIC PHOTOGRAPHS」 シティライツギャラリー（東京）
- 1990.11 「HIGH-TECH PLANTS PHOTO EXHIBITION」参加 阪神百貨店（大阪）
- 1991年
  - 01 - 「HIGH-TECH PLANTS PHOTO EXIHBITION」参加 アートギャラリーアルティアム（福岡）
  - 03　個展「ITALY」 TOTOスーパースペース（東京）
  - 05　個展「肖像:MAGAZINE WORKS」 P3 ART AND ENVIRONMENT（東京）
  - 08 「COMMUNICATION PROGRAM FOR KIDS」参加 シティライツギャラリー（東京）
  - 09　個展「肖像:MAGAZINE WORKS」 プリンツ（京都）
  - 09　個展「PANORAMIC PHOTOGRAPHS湾岸」 プリンツ（京都）
  - 10 「LE STYLE DE MONACO」参加 スパイラル（東
- 1992.03 - 個展「UNIT-1」 スタジオエビスフォトギャラリー（東京）
  - 07　二人展「クルマ・街角」 カフェギャラリートクコ（東京）
  - 07　個展「記憶」 スタジオエビスフォトギャラリー（東京）
  - 08 「TOKYO URBANART PROJECTS アート・アクティビティ フォトシンポジウム:写真考現学」参加 パルコ・パート2:EXPOSURE（東京）
  - 09 「SLIDES ON THE WALL」参加 I.C.A.C. ウェストン・ギャラリー:EXPRESSION（東京）
  - 12 「POEM-EYE自然な渋滞」 辻仁成とのコラボレーション パルコ（東京）
- 1993.08 - 「神戸国際ファッション写真展93」参加（神戸）
- 1994.05 - 個展「空想:神様の落書き帳」 スタジオエビスフォトギャラリー（東京）
- 1995.10 - 個展「BUCK-TICK」 スタジオエビスフォトギャラリー（東京）
- 1997.07 - 個展「パレスチナの空」 スタジオエビスフォトギャラリー（東京）
- 1998.12 - 個展「静物とパリの風景」 スパイラル（東京）
- 2002.09 - 個展「PEACE LAND 1995-2001」 スパイラル（東京）
- 2006.10 - 個展「PEACE-LAND」 コロンブックス（名古屋）
- 2007.09 - 「GELATIN SILVER SESSION 暗室・ワークショップ」東京都写真美術館
  - 10 「GELATIN SILVER SESSION 2007」参加　アクシス（東京）
- 2008.05 - 「PEACE LAND m.hasui panoramic photographs 2002-2007」 スパイラル（東京）
  - 10 「GELATIN SILVER SESSION 2008」参加　アクシス（東京）
- 2009.02 - 「GELATIN SILVER SESSION 暗室・ワークショップ」東京都写真美術館
  - 07　個展「水際風景論」富士フイルムフォトサロン（東京）
- 2009.09　企画展「PARCO 40th Anniversary"more trees" Charity Photo Exhibition TOUCH WOOD展」参加　パルコファクトリー（東京）
  - 09 「TOKYO PHOTO 2009」GALLERY 21のブースにて参加（東京）
  - 10 「GELATIN SILVER SESSION 2009」参加　Lomography Gallery Store Tokyo（東京）
  - 11　個展「Water LAND」GALLERY 21（東京）
  - 11　個展「神様の落書き帳」GALLERY 21 bis（東京）
  - 11　GINZAフォトフェスタ参加（東京）
- 2010.02 - 個展「Bonheur」フォーシーズンズホテル椿山荘東京（東京）
  - 04 「GELATIN SILVER SESSION 2010」参加　アクシス（東京）
  - 05　企画展「Restaurant-I“more trees”Charity Photo Exhibition 「TOUCH WOOD~For Forever Forest~」展参加　Restaurant-I（東京）
  - 08　KIDS SAVER ワークショップ KIDS PHOTO WORKSHOP参加（東京・宮崎）
  - 09　企画展「写真の力　21人の写真家たち」GALLERY 21（東京）
  - 09 「TOKYO PHOTO 2010」GALLERY 21のブースにて参加（東京）

2010.10 「TOUCH WOOD art project」シンポジア（東京）

- 2011.03 - 企画展「TOKYO TRUE STORY」GALLERY 21（東京）
  - 04　KIDS SAVER ワークショップ（宮崎）
  - 06　企画展「Breezeless」SOUS LES ETOILES（NY）
  - 09 「TOKYO PHOTO 2011」GALLERY 21のブースにて参加（東京）
  - 10　企画展「美を紡ぐ時間」GALLERY ENTRE DEUX（東京）
  - 11　企画展「ShINC.再刊記念写真展」ギャラリーコスモス（東京）
  - 12　企画展「NIPPON ZINE」シテ・ドゥ・タン ギンザ（東京）
- 2012.02 - 企画展「東京画 第3章 東京物語、新たな時代を語る叙事詩」GALLERY 21（東京）
  - 06　企画展「ハイライト展」GALLERY ENTRE DEUX（東京）
  - 06　個展「あるがまま」Gallery MORYTA（福岡）ぎゃらりぃ島津（福岡）島田美術館（熊本）Gallery KOEN（鹿児島

### 参加作品賞歴
- 1996 - 朝日広告賞準グランプリ（モスバーガー企業広告）
- 1997 - 朝日広告賞部門賞（モスバーガー企業広告）
- 1997 - 日経広告賞技術賞（横浜ゴム、プロギア）
- 1998 - 日経広告賞部門賞（横浜ゴム、プロギア）
- 2000 - ADC賞（ユニクロ）
- 2001 - 朝日広告賞部門賞（ベネトン）
- 2001 - TCC賞（ユニクロ）
- 2003 - ACC賞シルバー賞（ホンダ）
- 2003　ACC賞ブロンズ賞（ネスカフェ）
- 2003　ACC賞ファイナリスト賞（キリングリーンラベル）
- 2004 - ACC賞特別賞ベスト撮影賞（ネスカフェ）
- 2004　ACC賞シルバー賞（ネスカフェ）
- 2004　ACC賞ファイナリスト賞（トヨタ）
- 2004　ACC賞ファイナリスト賞（キリングリーンラベル）
- 2006 - TCC賞（資生堂企業広告）
- 2007 - 第46回福岡広告協会賞銅賞（高橋酒造株式会社）
- 2007　ACCファイナリスト賞（オリンパス）
- 2008 - 第3回IAA日本ベスト広告賞　銅賞（Panasonic Russia VIERA）「体で感じるもの篇」
- 2008　ロシア広告業界紙「Industriya Reklamy」The best CF of the year （Panasonic Russia VIERA）「体で感じるもの篇」
- 2008　TCC賞（オリンパス）
- 2009 - ACC賞ファイナリスト賞（三井不動産レジデンシャル）
- 2009　TCC賞（オリンパス）
- 2010 - ADC賞入選(MSD株式会社「AGA」)、TCC賞入選(MSD株式会社「AGA」)

2010　第七八回 毎日広告デザイン賞部門賞（藤田観光株式会社）

### 写真集
- 1993.10 - 「HAWAII」 コーエイ出版刊
- 1994.07 - 「PEACE-LAND 1990-1994」 光琳社出版刊　※フランス国立図書館に収蔵
- 1994.12 - 「RIKACO PLUS LOVE」 主婦の友社刊
- 1995.12 - 「漆黒の59」 スイッチ出版刊
- 1995.12 - 「DREAMS COME TRUE」 スイッチ出版刊
- 2000.04 - 「TOKO」 日野元彦写真集 スナッピンブッダ刊
- 2002.05 - 「PEACE LAND 1995-2001」 スナッピンブッダ刊　※フランス国立図書館に収蔵
- 2008.05 - 「PEACE LAND 2002-2007」 ブッダプレス刊　※フランス国立図書館に収蔵

### コレクション
- 2009 - フランス国立図書館「Peace Land」
- 2010 - フランス国立図書館「詠む写真」